# Emil Reich (Literaturwissenschaftler)

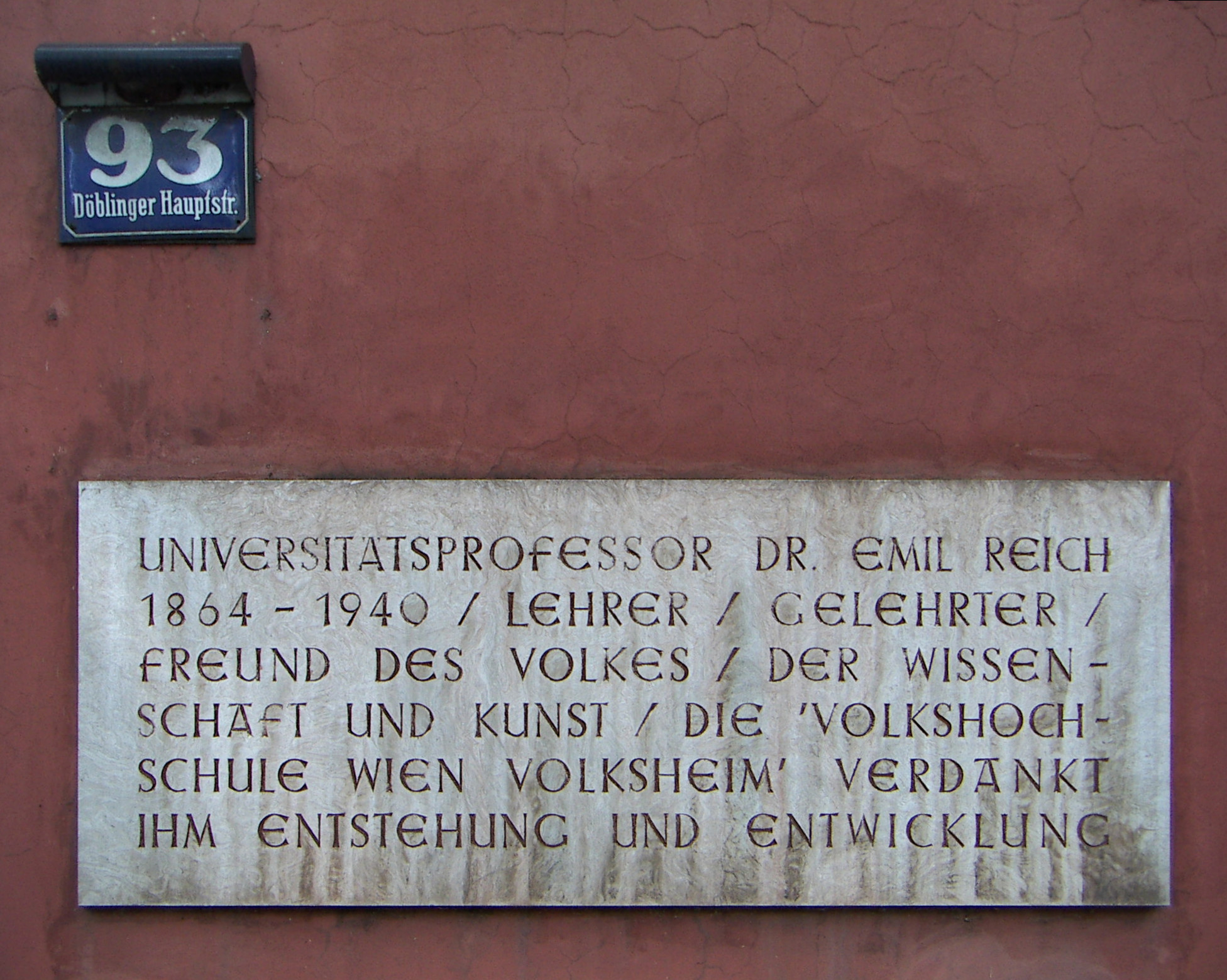
Gedenktafel am Emil-Reich-Hof

Emil Reich (* 29. Oktober 1864 in Koritschan, Kaisertum Österreich; † 13. Dezember 1940 in Wien) war ein österreichischer Literaturwissenschaftler und Autor, Kunstmäzen und Gründer von Volkshochschulen.

## Leben

### Kindheit in Mähren und Wien
Reich wurde in Koritschan im Kronland Mähren, einer Stadt mit einer jüdischen Gemeinde, als Sohn einer Glasfabrikantenfamilie (Geschliffenes Glas wie auch Gebrauchsglas) geboren. Ein Jahr nach seiner Geburt übersiedelte die Familie nach Wien.

### Beruflicher Werdegang
An der Universität Wien studierte er Nationalökonomie, Geschichte und Ästhetik. Mit 22 Jahren wurde Reich zum Doktor der Philosophie promoviert und habilitierte sich 1890 für Praktische Philosophie (Ethik) und Ästhetik. Von 1904 bis 1933 war er außerordentlicher Professor für Ästhetik, eine ordentliche Professur blieb ihm aber verwehrt. Vor allem mit Vorlesungen und Veröffentlichungen zu Grillparzer und Ibsen, aber auch als Kunstkritiker, wurde Reich bekannt. 1890 war er zusammen mit Robert von Zimmermann an der Gründung der Grillparzer-Gesellschaft und des Volkstheaters beteiligt.
Mindestens von 1924 bis 1929 – in dieser Phase übernahm Reich einige Male die Redaktionsleitung als stellvertretender Redakteur des Neuen Wiener Journals – war Reich als Journalist tätig.

### Gründer und Entwickler von Volkshochschulen
Reich versuchte die Erkenntnisse der Wissenschaft einem breiten Publikum, insbesondere der Arbeiterschaft, zugänglich zu machen und engagierte sich für die Volksbildung, als Funktionär, Vortragender und Publizist. 1895 war er an der Einführung der „Volkstümlichen Universitätsvorträge“ beteiligt. 1901 gründete er gemeinsam mit Ludo Moritz Hartmann die Volkshochschule Volksheim Ottakring – die erste Wiener Volkshochschule. Bei den ab 1904 durchgeführten Deutschen Volkshochschultagen hielt er Referate, und in Arbeiterversammlungen warb er für die Sache der Volksbildung.

### Mäzen der Kunst
Reich war im Kuratorium zum Julius-Reich-Preis seines Bruders Julius Reich, welcher an junge Schriftsteller und Maler vergeben wurde. Preisträger waren unter anderem Hilde Spiel und Friedrich Torberg.

### Ständestaat und NS-Deutschland
Die Funktion eines Volksheim-Schriftführers, die Reich von 1901 an ausgeübt hatte, musste er 1934 aus politischen Gründen zurücklegen. Die klerikalkonservative Diktatur hatte ab 1933 begonnen, massiv auf das Programm des Volksheims Einfluss zu nehmen, politisch missliebige Vortragende zu entfernen bzw. durch regimegerechte Personen zu ersetzen. Reich war in einer Versammlung im Dezember 1934 für einen Boykott dieser Dozenten im Volksheim eingetreten, worüber die in der Brünner Emigration erscheinende Arbeiter-Zeitung zustimmend berichtet hatte. Bei einer Volksbildungstagung der Katholischen Aktion im Jahre 1935 wurden deshalb Anschuldigungen gegen Reich und Viktor Matejka erhoben.
Nach dem Anschluss 1938 entstand für Reich nicht nur aus politischen Gründen, sondern auch durch die Nürnberger Gesetze, eine weitere massive Isolierung und er starb vereinsamt.

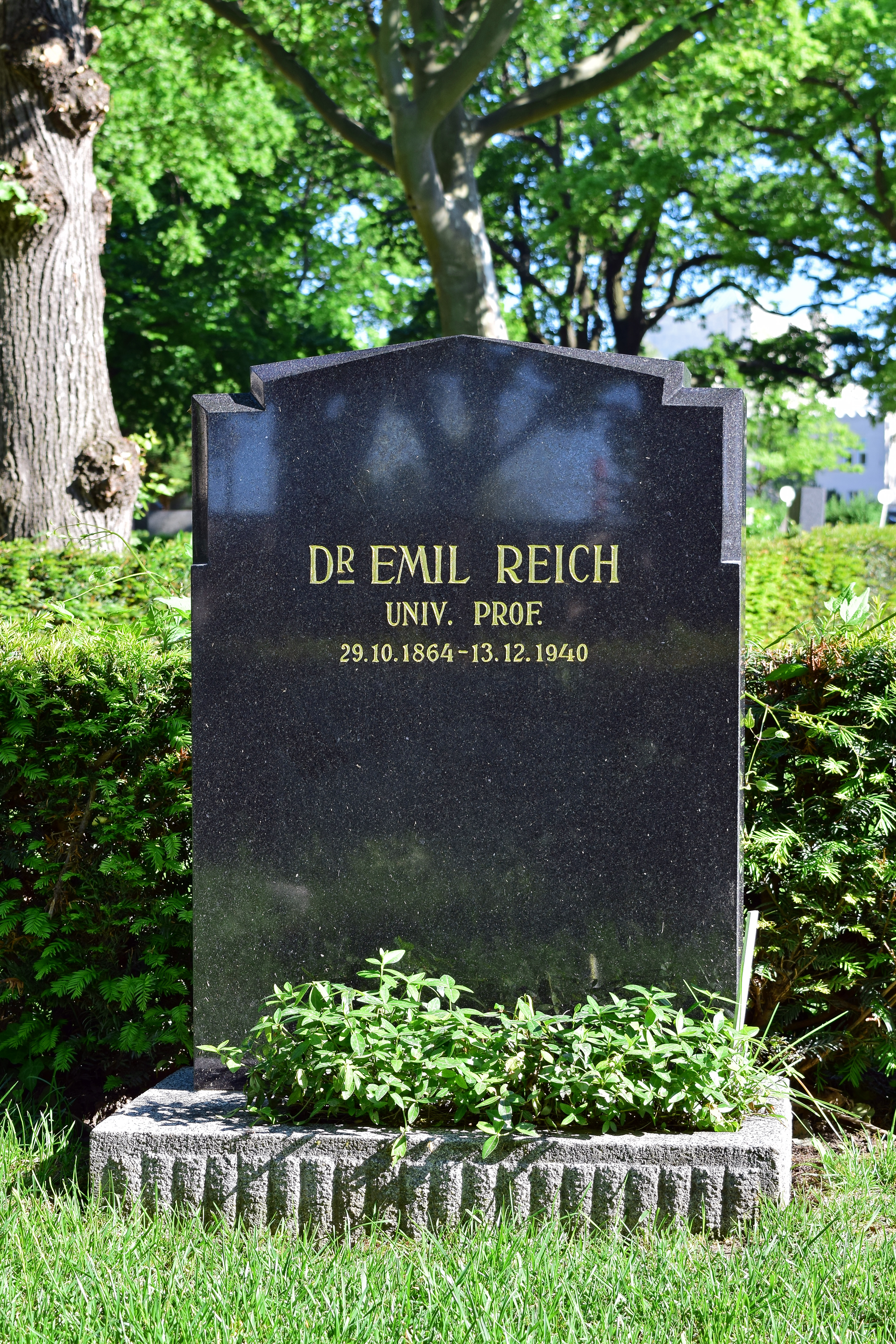
Grab im Urnenhain der Feuerhalle Simmering

Sein Grab befindet sich im Urnenhain der Feuerhalle Simmering. Es zählt zu den ehrenhalber gewidmeten bzw. ehrenhalber in Obhut genommenen Grabstellen der Stadt Wien.

## Werke (Auswahl)
- Schopenhauer als Philosoph der Tragödie. Eine kritische Studie. Konegen, Wien 1888.
- Grillparzers Kunstphilosophie. Manz, Wien 1890.
- Gian Vincenzo Gravina als Ästhetiker. Ein Beitrag zur Geschichte der Kunstphilosophie. Sonderdruck aus den Sitzungsberichten der Kaiserlichen Akademie der Wissenschaften zu Wien. Tempsky, Wien 1890.
- Die bürgerliche Kunst und die besitzlosen Volksklassen. W. Friedrich, Leipzig 1892.
- Franz Grillparzers Dramen. Fünfzehn Vorlesungen. Pierson, Dresden 1894.
- Volkstümliche Universitätsbewegung. Steiger, Bern 1897.
- Kunst und Moral: Eine ästhetische Untersuchung. Manz, Wien 1901.
- Henrik Ibsens Dramen. Zwanzig Vorlesungen gehalten an der Universität Wien. S. Fischer, Berlin 1902 (Erstausgabe).
- Aus Leben und Dichtung. Aufsätze und Vorträge. Adolf Kröner, Leipzig 1911.
- Gemeinschaftsethik. Nach Vorlesungen über praktische Philosophie gehalten an der Universität Wien. Rohrer, Wien 1935

## Auszeichnung
- 1957: Benennung einer städtischen Wohnhausanlage in Wien-Döbling als „Emil-Reich-Hof“[5]